# Julius Heimann Caspar

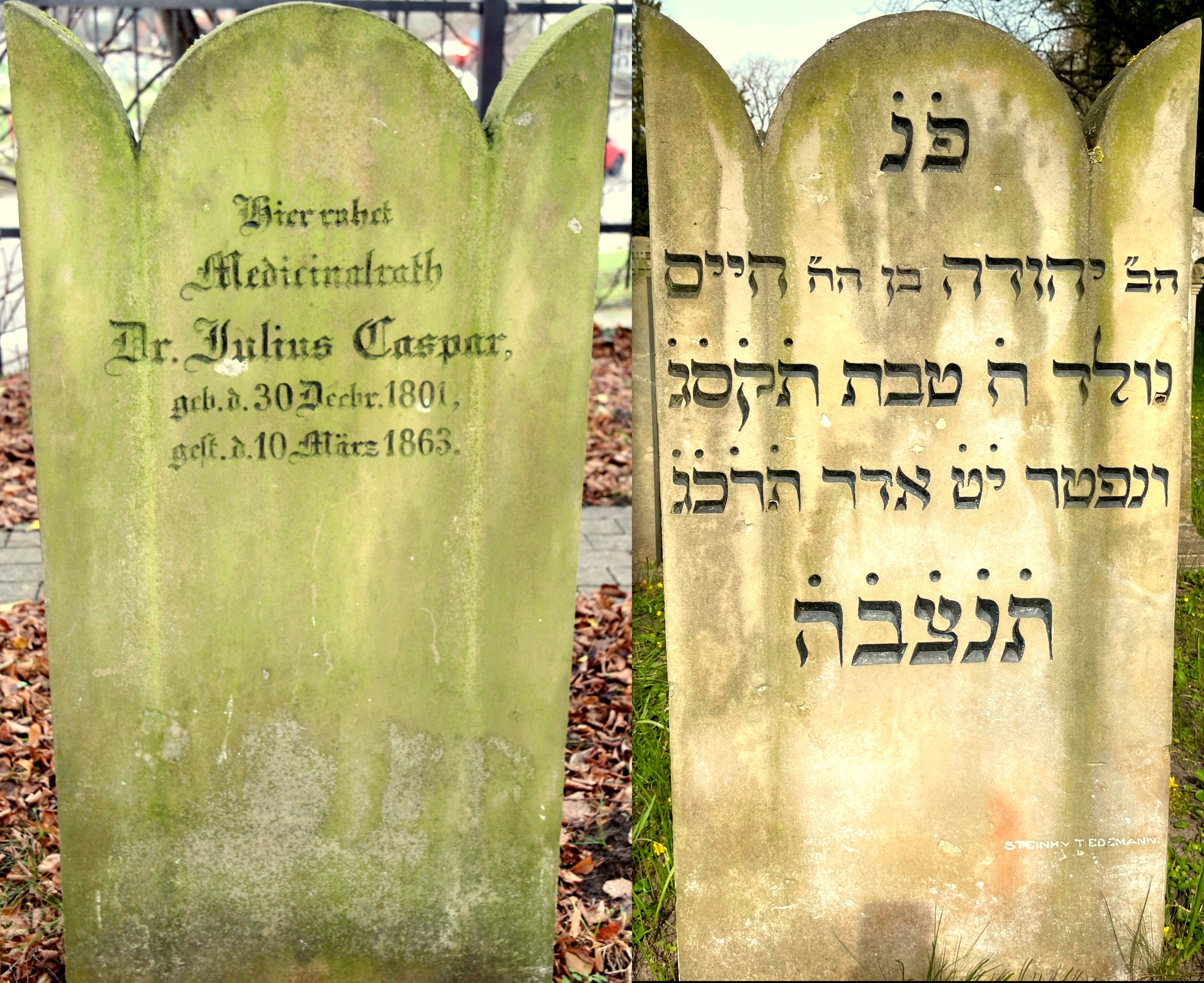
Grabstein von Julius Caspar, Vorder- und Rückseite

Julius Heimann Caspar, auch Julius Heymann (* 30. Dezember 1801 in Stavenhagen; † 9. März 1863 in Bützow) war ein deutscher Mediziner und erster Arzt und Physicus in der Großherzoglichen Landesstrafanstalt zu Bützow-Dreibergen.

## Leben
Julius Caspar wurde als Sohn des jüdischen Handelsmanns Heymann Caspar (1775–1848) und der Sara Wolff (1769–1824) aus Grabow, in Stavenhagen geboren. Nach erfolgreichem Abschluss seiner schulischen Laufbahn legte er 1820 an der Domschule in Güstrow  sein Abitur ab. Anschließend studierte er Medizin an der Universität in Berlin und promovierte am 15. März 1826 zum Doktor der Medizin.
Im Jahr 1827 trat Caspar seine Stelle als praktischer Arzt in Bützow an, wo er Mitglied der Jüdischen Gemeinde wurde. Am 17. November 1837 wurde er zum Criminal Gerichts Physicus am Großherzoglichen Criminal-Collegium in Bützow ernannt. Im Jahr 1840 übernahm er die Position des Arztes und Physicus an der Großherzoglich Mecklenburg-Schwerin Landesstrafanstalt auf Dreibergen. Am 31. Januar 1852 verlieh ihm Großherzog Friedrich Franz II. den Titel eines Medizinalrats. Julius Caspar verstarb am 9. März 1863 in Bützow.
Trotz mehrerer Schändungen des Jüdischen Friedhofs zählt Caspars Grabstein zu den 78 noch erhaltenen Grabmalen der Jüdischen Gemeinde Bützow.